# Vorone, Jașkiv
Vorone (în ucraineană Вороне) este o comună în raionul Jașkiv, regiunea Cerkasî, Ucraina, formată numai din satul de reședință.

## Demografie
Componența lingvistică a comunei Vorone
     Ucraineană (97,22%)
     Rusă (2,36%)
     Alte limbi (0,25%)
Conform recensământului din 2001, majoritatea populației comunei Vorone era vorbitoare de ucraineană (97,22%), existând în minoritate și vorbitori de rusă (2,36%).